# Tvoj dječak je tužan
Chansons représentant la Yougoslavie au Concours Eurovision de la chanson
Pridi, dala ti bom cvet
(1970) Muzika i ti
(1972)
Tvoj dječak je tužan (« Ton garçon est triste ») est une chanson du chanteur croate Krunoslav Slabinac, sortie en 45 tours en 1971. 
C'est la chanson représentant la Yougoslavie au Concours Eurovision de la chanson 1971.

## À l'Eurovision

### Sélection
Le 20 mars 1971, la chanson Tvoj dječak je tužan, interprétée par Krunoslav Slabinac, est sélectionnée en remportant la finale nationale yougoslave, pour représenter la Yougoslavie au Concours Eurovision de la chanson 1971 le 3 avril à Dublin.

### À Amsterdam
La chanson est intégralement interprétée en croate, l'une des langues officielles de la Yougoslavie, comme l'impose la règle de 1966 à 1972. L'orchestre est dirigé par Miljenko Prohaska.
Tvoj dječak je tužan est la seizième chanson interprétée lors de la soirée du concours, suivant Menina do alto da serra de Tonicha pour le Portugal et précédant Tie uuteen päivään de Markku Aro & Koivistolaiset pour la Finlande.
À l'issue du vote, elle obtient 68 points, se classant 14e sur 18 chansons,.

## Liste des titres
| A. | Tvoj dječak je tužan | Dušan Velkaverh, Mojmir Sepe |  |
| B. | I gori nego ja       | Krunoslav Slabinac           |  |

## Historique de sortie
| Pays        | Date | Format   | Label   |
| ----------- | ---- | -------- | ------- |
| Yougoslavie | 1971 | 45 tours | Jugoton |